# Günther Effenberger

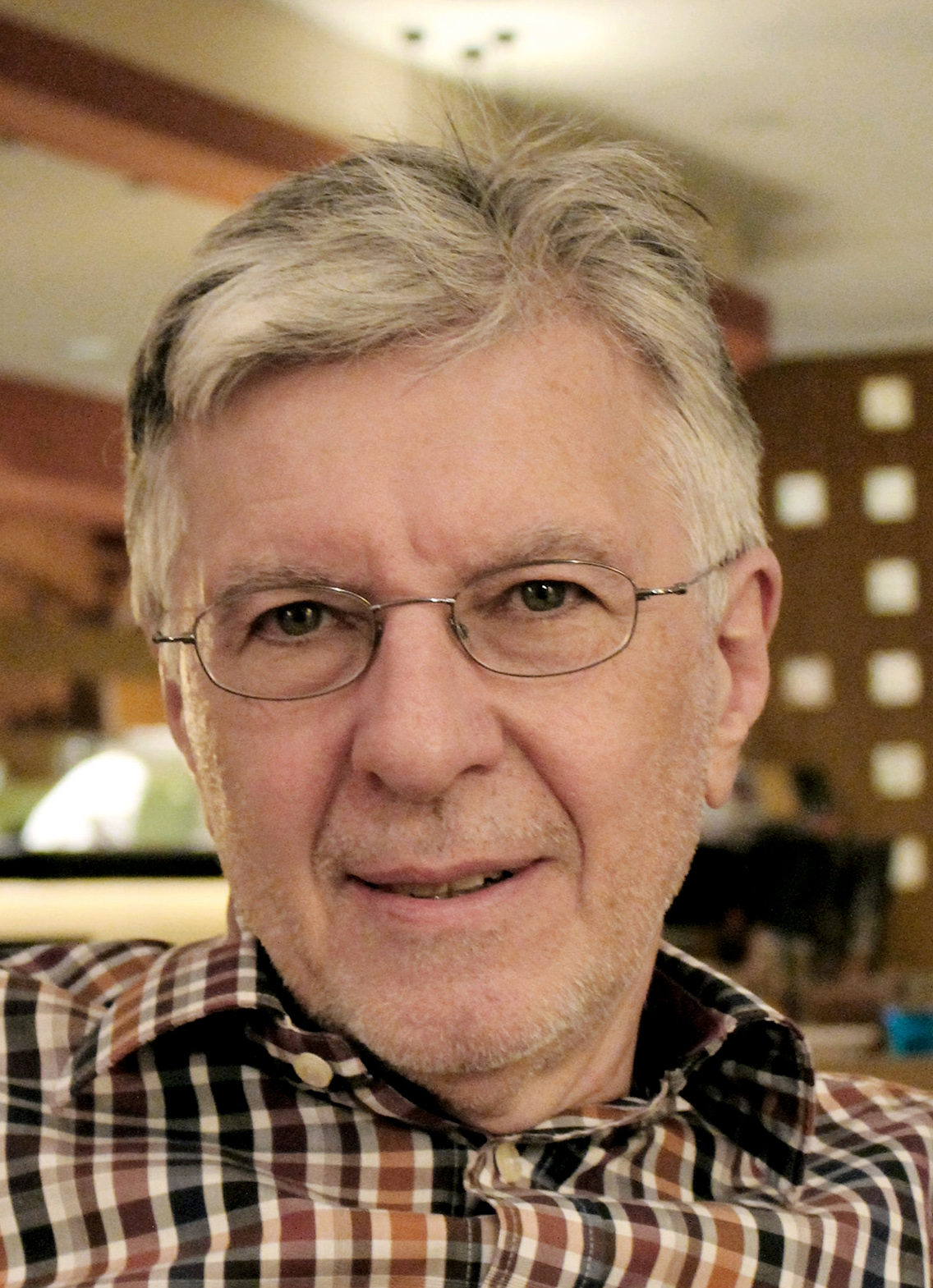
Günther Effenberger, 2017

Günther Robert Effenberger (* 3. November 1947 in Wien) ist ein österreichischer Journalist, Schriftsteller und Verleger.

## Leben
Günther Effenberger besuchte das humanistische Gymnasium Wasagasse in Wien. Nach der Matura studierte er Psychologie an der Universität Wien und begann 1968 als Lokalreporter der Tageszeitung Express. Er war ab 1969 freier Mitarbeiter und ab 1972 Redakteur und Autotester des Kurier. 1989 bis 1991 war er Ressortleiter bei der Tageszeitung AZ. Er arbeitete als Mitarbeiter diverser Monats- und Wochenzeitschriften, Verlagslektor und war Geschäftsführer des Wiener Uhlen Verlages. Er ist Autor mehrerer Motorsport- und Autobücher; unter anderem verfasste er eine Niki-Lauda-Biografie.
Ende der 1970er Jahre startete Effenberger die Buchserien Autokauf ohne Reue und Autotests, die nichts verschweigen, die in insgesamt 17 Auflagen erschienen. Als Leiter des Uhlen-Verlages betreute er auch das Lektorat für Bernhard Ludwigs Erstling Anleitung zum Herzinfarkt sowie zahlreiche Fach- und Sachbücher. 1992 gründete Effenberger die Zeitschrift Alles Auto, eines der führenden Automobilmagazine Österreichs.
2012 erschien seine Mediensatire Tante Jolesch fährt Auto, 2013 der Anekdotenband Ich kauf mir eine Mami im Menschengeschäft, 2017 der Titel Kabarett ist überall – Humor in Wien und anderswo, 2019 das Buch Einfach lachhaft – Geschichten aus Wien und der Welt. In der gemeinsam mit Kammerschauspieler Franz Robert Wagner rezitierten Hörbuchfassung seiner Publikation Tante Jolesch fährt Auto parodierte Effenberger u. a. den Fußballtrainer Béla Guttmann, Hugo Portisch und Frau Pinnebös, die unvergleichliche Redaktionssekretärin des Kurier der siebziger Jahre.

## Werke

### Bücher
- Die Zeit im Nacken – Rallyes und ihre Stars. Ueberreuter Verlag, Wien 1974, ISBN 978-3-8000-3124-5.
- Niki Lauda. Copress Verlag, Wien 1975, ISBN 978-3-7679-0090-5.
- Autokauf ohne Reue. Herz Verlag, Wien 1977.
- Autotests, die nichts verschweigen. Uhlen Verlag, Wien 1979, ISBN 978-3-900466-19-0.
- Tante Jolesch fährt Auto – Lachen über Zeitungssachen. gefco, Wien 2012, ISBN 978-3-9503235-0-4.
- Ich kauf mir eine Mami im Menschengeschäft. gefco, Wien 2013, ISBN 978-3-9503235-3-5.
- Kabarett ist überall – Humor in Wien und anderswo. gefco, Wien 2017, ISBN 978-3-9503235-5-9.
- Einfach lachhaft – G´schichten aus Wien und der Welt. gefco, Wien 2019, ISBN 978-3-9504760-0-2.

### Hörbücher
- Lachen über Zeitungssachen. gefco, Wien 2013, ISBN 978-3-9503235-1-1.
- Zeitungsg'schichtln. gefco, Wien 2014.